# Вестфалска система
Вестфалската система (на немски: Westfälisches System) е първата исторически установена система в международните отношения на глобално ниво. Началото ѝ е сложено с подписването на Вестфалския мирен договор.
От гледна точка на международното публично право се въвежда суверенитета в международните отношения и веротърпимостта в светогледа. Големият печеливш от Вестфалския мир е кралство Франция с наложения стар ред.
Вестфалската система се разпада с началото на т.нар. Наполеонови войни. 